# 大倫敦政府
大倫敦政府（英語：Greater London Authority，縮寫為）是英國倫敦的權力下放政府，管轄範圍包括整個大倫敦地區。政府由一個直選產生的市長領導，並由一個25人的倫敦議會（英語：London Assembly）監督。當地人常簡稱為「倫敦市政廳」（City Hall）。

## 目的
大倫敦政府負責1,579平方公里大倫敦地區的規劃和管理。它和32個倫敦自治市的市議會和倫敦市法團分享地方行政權力。大倫敦政府是為了改善自治市各委員會之間的協調工作而設立的，而倫敦市長則是為了一個代表整個倫敦的民選領袖。
倫敦市長制定政策和預算，並委任倫敦交通局、倫敦遺產發展法團等功能機構的人員。市長須向倫敦議會問責，而倫敦議會的主要功能則是監督市長的工作，和審查市長的政策、決定和年度預算，並有權以三分之二大多數去修改任何預算案或策略計劃。
在2002年至2021年，大倫敦政府的總部在泰晤士河南岸的市政廳，靠近倫敦塔橋。現時總部已遷移至皇家維多利亞碼頭附近的新市政廳。
大倫敦政府跟倫敦市法團（City of London Corporation）有所不同。倫敦市法團的管轄範圍只有倫敦市中心處一平方英里大的倫敦市，倫敦的主要金融區，其首长是倫敦市市長（Lord Mayor of London）。大倫敦政府有自己現代的憲章，而倫敦市法團的組成方式自中世紀以來就變化不大，主要由市內的大型企業控制。

## 緣起
1986年，倫敦的地方行政機構——大倫敦議會，在時任英國首相戴卓爾夫人的推動下被廢除。不少人猜測目的是要剔除由工黨左派人物肯·利文斯通領導且開支龐大的市政當局。
在大倫敦議會被撤銷後，城市規划政策等職能轉移到英國中央政府或由幾個倫敦自治市組成的聯合委員會手上，而接下來的14年都沒有一個由整個倫敦選舉出來的機構。
工黨從來不支持廢除大倫敦議會，並計劃在執政後重新設置由大倫敦地區普選產生的市政機構。

## 成立
自1990年起，工黨提出要設立一個負責市政工作的民選市長，和一個選舉產生的議會監督市長工作。這是一個模仿美國城市常見的市長-議會制政府模式，以盡量減低新機構和前大倫敦地方議會的類似程度。1997年英國大選後，工黨成功獲勝並開始執政；而在1998年3月，時任貝理雅政府便發表題為《倫敦的市長和議會》的白紙草案諮詢市民。
在1998年5月7日，大倫敦政府公投與當年的倫敦地方選舉合併舉行，就是否設立大倫敦政府交由市民投票決定。結果，公投案以72%的得票獲得通過。於是，《1999年大倫敦政府法令》獲英國國會通過並在1999年10月獲御准。
首屆選舉於2000年舉行，並出現了爭議熱烈的競選活動。時任工黨籍首相托尼·布莱尔阻止肯·利文斯通獲得黨內提名，並推出自家人選競逐市長。後來，利文斯通在2000年3月自行退出工黨，並以獨立候選人的身份參選並當選為首位倫敦市長。
經過一段倫敦市長和倫敦議會相繼成立但皆無實權的過渡期後，大倫敦政府于2000年7月3日正式成立。

## 組織

### 市長團隊
大倫敦政府的行政部門由倫敦市長領導，所有決策權均由市長一人行駛。按照《1999年大倫敦政府法令》，市長須從倫敦議會中提名一名議員擔任倫敦法定副市長，以便在出缺或無法履行職務時，代理市長一職。此外，市長亦會委任多名副市長以協助施政及制定政策。
目前，副市長的名單如下：
| 職務                                | Deputy Mayor         | Deputy Mayor         | Term       |
| ----------------------------------- | -------------------- | -------------------- | ---------- |
| 倫敦法定副市長 兒童及家庭事務副市長 |                      | 喬安妮·麥卡特尼 議員 | 2016年至今 |
| 警察及犯罪事務副市長                | 卡雅·科默-施瓦茨     | 2016年至今           |            |
| 房屋及住宅發展副市長                | 湯姆·科普利          | 2020年至今           |            |
| 規劃、重建及消防服務副市長          | 朱爾斯·派普          | 2016年至今           |            |
| 社區及社會公義副市長                | 黛博拉·威克斯-伯納德 | 2018年至今           |            |
| 商業及經濟發展副市長                | 霍華德·道伯          | 2023年至今           |            |
| 文化及創意產業副市長                |                      | 賈斯汀·西蒙斯 OBE    | 2016年至今 |
| 環境及能源副市長                    |                      | 普特·科班 MBE        | 2024年至今 |
| 運輸副市長                          | 塞布·丹斯            | 2021年至今           |            |

### 功能機構
大倫敦政府在交通、警務、消防、救災和規划發展的各方面負有權責。但是該府並不直接提供這些服務，而是將工作交由市長領導的功能機構執行。這些功能機構包括：
- 倫敦交通局（Transport for London，簡稱）－負責管理大部分的倫敦公共交通工具，包括巴士、和地鐵服務，以及管理道路、交通和徵收交通擁擠費。
- 警察和犯罪事務辦公室（英语：Mayor's Office for Policing and Crime）（簡稱）：負責監督倫敦的警務部門－倫敦警察廳。
- 倫敦消防專員公署（英语：London Fire Commissioner）（簡稱）：管理倫敦消防隊和協調救災規劃。
- 倫敦遺產發展法團（英语：London Legacy Development Corporation）（簡稱）及老橡樹和皇家公園開發公司（英语：Old Oak and Park Royal Development Corporation）（簡稱）：促進倫敦發展。

2005年11月，英國政府開始就檢討大倫敦政府權力的事宜進行公眾諮詢，建議賦予處理廢物處理、城市規划、房屋、技能培訓等新增權力。2006年7月13日，當時的社區及地方政府部正式發佈諮詢的結果和最後方案。

## 職權

### 規劃
大倫敦政府負責大倫敦地區的土地使用規劃。市長會提出稱為「倫敦計畫」的整體發展策略，而各個倫敦自治市鎮有法律義務遵從。如果市長相信任何自治市的決定不符合發展策略，他有權修改或撤銷這些決定。

### 能源政策
2006年倫敦一共排放4200萬公噸的溫室氣體，為全英的百分之七。居民住房排放其中44%，商業機構排放28%，交通工具排放21%，工業則排放7%。
市長的能源策略計劃到2010年將二氧化碳排放量減少20%，至2050年減少60%（哪怕第一個目標達成機會不大）。措施包括籌組倫敦氣候變化管理局（London Climate Change Agency），倫敦能源伙伴關係（London Energy Partnership）和國際性的大城市氣候領導組織（Large Cities Climate Leadership Group）。
倫敦可持續發展委員會（London Sustainable Development Commission）計算出，如果住房的溫室氣體排放要達至縮減60%的目標，所有的新發展項目必須馬上改用碳中和（Carbon-neutral）的方式興建，以便將目前的住房的能源使用減低40%。

## 政黨組成
2008年倫敦議會選舉之後，保守黨成為議會中的最大黨，擁有11個議席，工黨有8席，自由民主黨有3席，英格蘭和威爾斯綠黨有2席，英國國家黨有1席。
2008年5月1日，保守黨候選人鮑里斯·约翰逊擊敗在大倫敦執政多年的工黨候選人肯·利文斯通當選大倫敦市長。2012年再次擊敗利文斯通，成功連任。
2016年倫敦議會選舉之後，工黨繼續成為議會中的最大黨，擁有12個議席，保守黨有8席，英格蘭和威爾斯綠黨有2席，英國獨立黨有2席，自由民主黨有1席。
2016年5月6日，工黨候選人簡世德擊敗保守黨候選人高仕文，當選為首位穆斯林市長。2021年再次擊敗保守黨候選人的肖恩·貝利，成功連任。2024年，他再次擊敗保守黨候選人蘇珊·賀爾，成為史上首位連任三次的倫敦市長。

## 選舉列表

### 倫敦市長選舉
- 2000年倫敦市長選舉
- 2004年倫敦市長選舉
- 2008年倫敦市長選舉
- 2012年倫敦市長選舉
- 2016年倫敦市長選舉
- 2021年倫敦市長選舉
- 2024年倫敦市長選舉

### 倫敦議會選舉
- 2000年倫敦議會選舉
- 2004年倫敦議會選舉
- 2008年倫敦議會選舉
- 2012年倫敦議會選舉
- 2016年倫敦議會選舉
- 2021年倫敦議會選舉
- 2024年倫敦議會選舉

## 外部連結
- 官方网站
- About the GLA - Website detailing the powers of the GLA
- Greater London Authority Review, 2005-06 - House of Commons Library Standard Note
- Wikisource - Referendum Results
- Citymayors.com profile page on GLA history （页面存档备份，存于）
- MayorWatch.co.uk Independent guide to London Government （页面存档备份，存于）
- London Under Livingstone - The Bow Group report into the Mayor